# Thaumatomyia longicollis
Thaumatomyia longicollis är en tvåvingeart som först beskrevs av Becker 1924.  Thaumatomyia longicollis ingår i släktet Thaumatomyia och familjen fritflugor.
Artens utbredningsområde är Taiwan. Inga underarter finns listade i Catalogue of Life.